# Mickaël Ivaldi
Mickaël Ivaldi (Francia, 20 de febrero de 1990) es un jugador profesional francés de rugby que se desempeña en la posición de hooker en Stade Français Paris, equipo perteneciente a la liga Top 14.

## Carrera
Ivaldi es un jugador de formación francesa (JIFF). Comenzó su carrera deportiva con el equipo Rugby Club Toulonnais, en el cual jugó nueve temporadas (2004-2013), después pasó a Montpellier Hérault Rugby (2013-2016), luego a Lyon Olympique (2016-2022), posteriormente a Stade Français Paris, donde lleva jugando dos temporadas.